# Wayne Gretzky's 3D Hockey '98
Wayne Gretzky's 3D Hockey '98 est un jeu vidéo de hockey sur glace sorti en 1997 sur Nintendo 64 et PlayStation. Le jeu a été développé par GT Interactive et édité par Midway.

## Système de jeu
Le jeu possède deux modes de jeu : le mode arcade et le mode simulation. La durée des matchs peut être déterminée par le joueur ainsi que la possibilité de jouer avec une jauge de fatigue, avec des changements de directions de la part des joueurs, il peut aussi paramétrer la taille des patinoires en mode arcade et l'angle de la caméra. 